# Tierp
Tierp är en tätort i norra Uppland och centralort i Tierps kommun, Uppsala län. Orten ligger mellan Uppsala i söder (56 kilometer) och Gävle i norr (47 kilometer).

## Historia
Tierp växte fram som ett stationssamhälle efter att järnvägsstationen och Uppsala–Gävle Järnväg invigts 1874. Namnet kommer från Tierps socken där stationen anlades sex kilometer nordost om Tierps kyrka.
Stationen var belägen på byn Bäggebys ägor, men samhället har senare vuxit till att inkludera även andra byars ägor, bland annat Åskarby och Svanby.
Efter järnvägsstationens etablering växte samhället till att bli en centralort för norra Uppland och jordbruksbygderna omkring, och blev småningom det största samhället mellan Uppsala och Gävle. År 1917 fanns här 1 200 invånare, postkontor, läkare, apotek, två hotell, avdelningskontor för Stockholms handelsbank och Mälarprovinsernas bank, många handlande och hantverkare, tre mekaniska verkstäder, snickerifabrik, gjuteri med flera fabriker, ångsåg, kvarn, två mejerier och en tidning. Även tingsrätten flyttade dit och bildade det som blev Tierps tingsrätt (sammanslaget i Uppsala tingsrätt 2005).

### Administrativa tillhörigheter
Tierp ligger vid Tierps sockens gräns mot Tolfta socken. Efter kommunreformen 1862 ingick den förstnämnda socknen i Tierps landskommun där Tierps municipalsamhälle inrättades 3 augusti 1888. Orten med kringområde utbröts ur denna landskommun 1920 och bildade Tierps köping som 1952 införlivade Tolfta landskommun. 1971 uppgick Tierps köping i Tierps kommun där Tierp sedan dess är centralort.
I kyrkligt hänseende hörde orten före 1962 till Tierps församling, därefter till Tolfta församling.
Orten ingick till 1884 i Tierps tingslag, därefter till 1971 i Uppsala läns norra domsagas tingslag. Från 1971 till 2005 ingick Tierp i Tierps domsaga (före 1 april 1980 benämnd Uppsala läns norra domsaga) och orten ingår sedan 2005 i Uppsala domsaga.

### Befolkningsutveckling
| Befolkningsutvecklingen i Tierp 1900–2020     | Befolkningsutvecklingen i Tierp 1900–2020 | Befolkningsutvecklingen i Tierp 1900–2020 | Befolkningsutvecklingen i Tierp 1900–2020 | Befolkningsutvecklingen i Tierp 1900–2020 |
| --------------------------------------------- | ----------------------------------------- | ----------------------------------------- | ----------------------------------------- | ----------------------------------------- |
|                                               |                                           |                                           |                                           |                                           |
| År                                            |                                           |                                           | Folkmängd                                 | Areal (ha)                                |
| 1900                                          | 1900                                      |                                           | 280                                       | †                                         |
| 1960                                          | 1960                                      |                                           | 3 065                                     |                                           |
| 1965                                          | 1965                                      |                                           | 3 768                                     |                                           |
| 1970                                          | 1970                                      |                                           | 4 497                                     |                                           |
| 1975                                          | 1975                                      |                                           | 5 005                                     |                                           |
| 1980                                          | 1980                                      |                                           | 5 350                                     |                                           |
| 1990                                          | 1990                                      |                                           | 5 043                                     | 392                                       |
| 1995                                          | 1995                                      |                                           | 5 211                                     | 405                                       |
| 2000                                          | 2000                                      |                                           | 5 147                                     | 412                                       |
| 2005                                          | 2005                                      |                                           | 5 377                                     | 412                                       |
| 2010                                          | 2010                                      |                                           | 5 587                                     | 411                                       |
| 2015                                          | 2015                                      |                                           | 5 826                                     | 442                                       |
| 2020                                          | 2020                                      |                                           | 6 260                                     | 461                                       |
| † Befolkning runt ett municipalsamhälle 1900. |                                           |                                           |                                           |                                           |

## Näringsliv
Större företag på orten är Atlas Copco, Elastolan, samt Tierps järnbruk som är mest känd för sina brunnslock men som även tillverkar gjutgods till vägar, järnvägar, flygplatser och sjöfart och har tillverkat gjutgods i mer än 100 år. Tidigare fanns den 2004 nedlagda bagerifabriken Pricks.

### Bankväsende
Tierp hade från år 1839 en egen sparbank, Tierps församlings sparbank. Denna avvecklades med början år 1868 och upplöstes slutligen den 27 juni 1870. Tierp har därefter tjänats av Upsala sparbank och dess efterföljare.
Föreningsbanken i Stockholm öppnade ett kontor i Tierp den 1 oktober 1898. Den 1 juli 1905 etablerade sig även Gefleborgs enskilda bank på orten. Dessa uppgick senare i Mälareprovinsernas bank respektive Bankaktiebolaget Norra Sverige. Senare tillkom ett kontor för Upplands enskilda bank. Norra Sverige uppgick i Svenska Handelsbanken och år 1925 överlät även Mälarbanken sitt kontor i Tierp till Handelsbanken.
Nordea stängde kontoret i Tierp på Valborgsmässoafton år 2016. Därefter fanns Handelsbanken och Swedbank kvar i Tierp.

## Kommunikationer
Motorvägen E4 går strax väster om Tierp och är dess viktigaste väg, även Ostkustbanan går igenom Tierp där Mälartåg mot Uppsala och Gävle och SJ Intercity-tåget som går mellan Gävle och Stockholm stannar. Det finns även ett antal busslinjer vilka förbinder orten med kransorterna runtomkring i kommunen och i angränsande kommuner. Den viktigaste busslinjen torde vara linje 821 som via Länsväg C600 (gamla E4) förbinder orten med Uppsala via bland annat Månkarbo och Björklinge.

## Kända personer med anknytning till Tierp
- Nils Dahlbeck (1911–1998), radio och TV-profil.
- Johan Holmqvist (*1978), hockeymålvakt.
- Kristina Lugn (1948–2020), poet och dramatiker.
- Erica Sjöström (*1970), sångerska och saxofonist.
- Helene Söderlund (*1987), skidorienterare.
- Fredrik Andersson  (*1978), komiker.

## Bilder

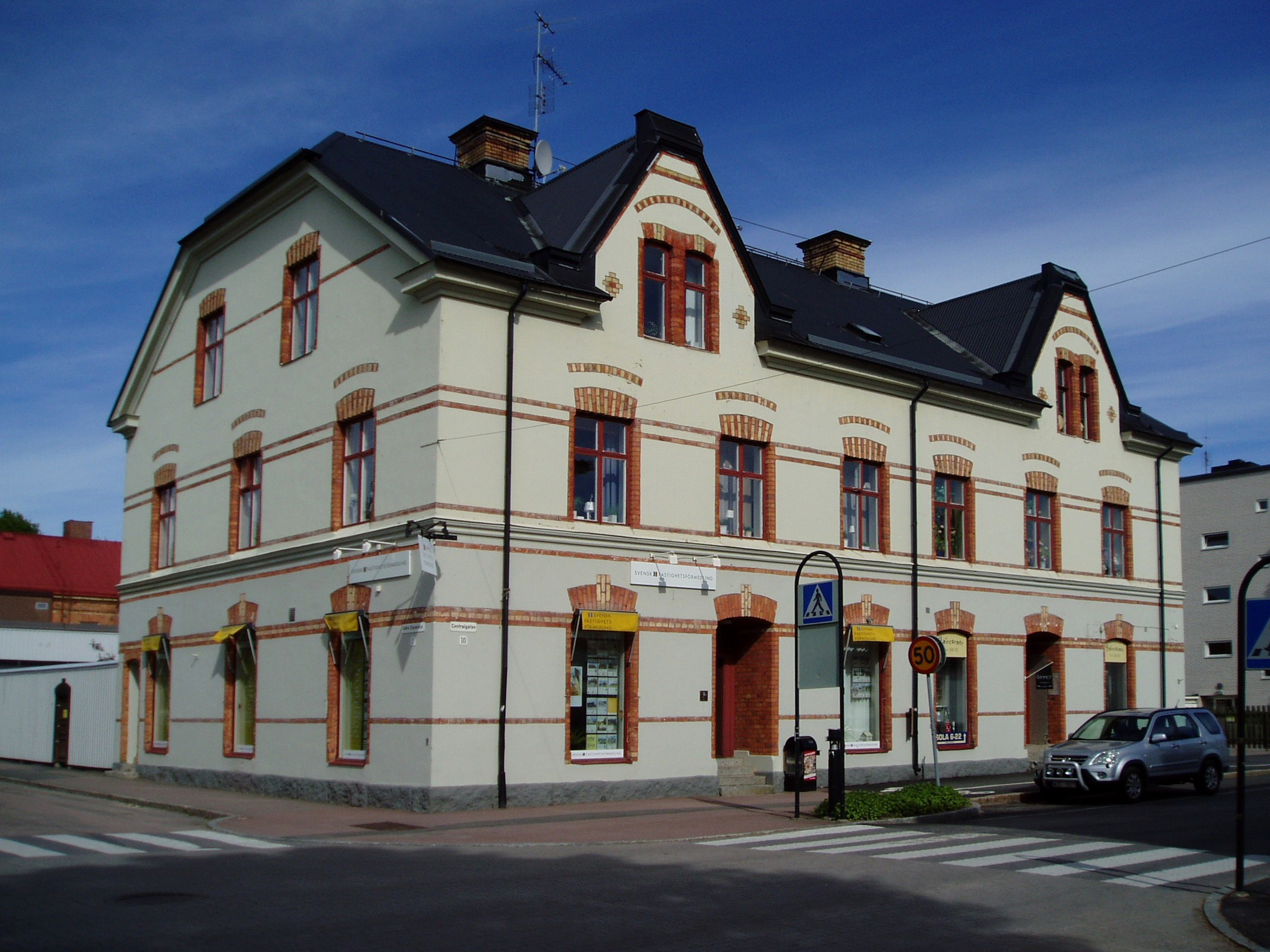
Hus vid Centralgatan
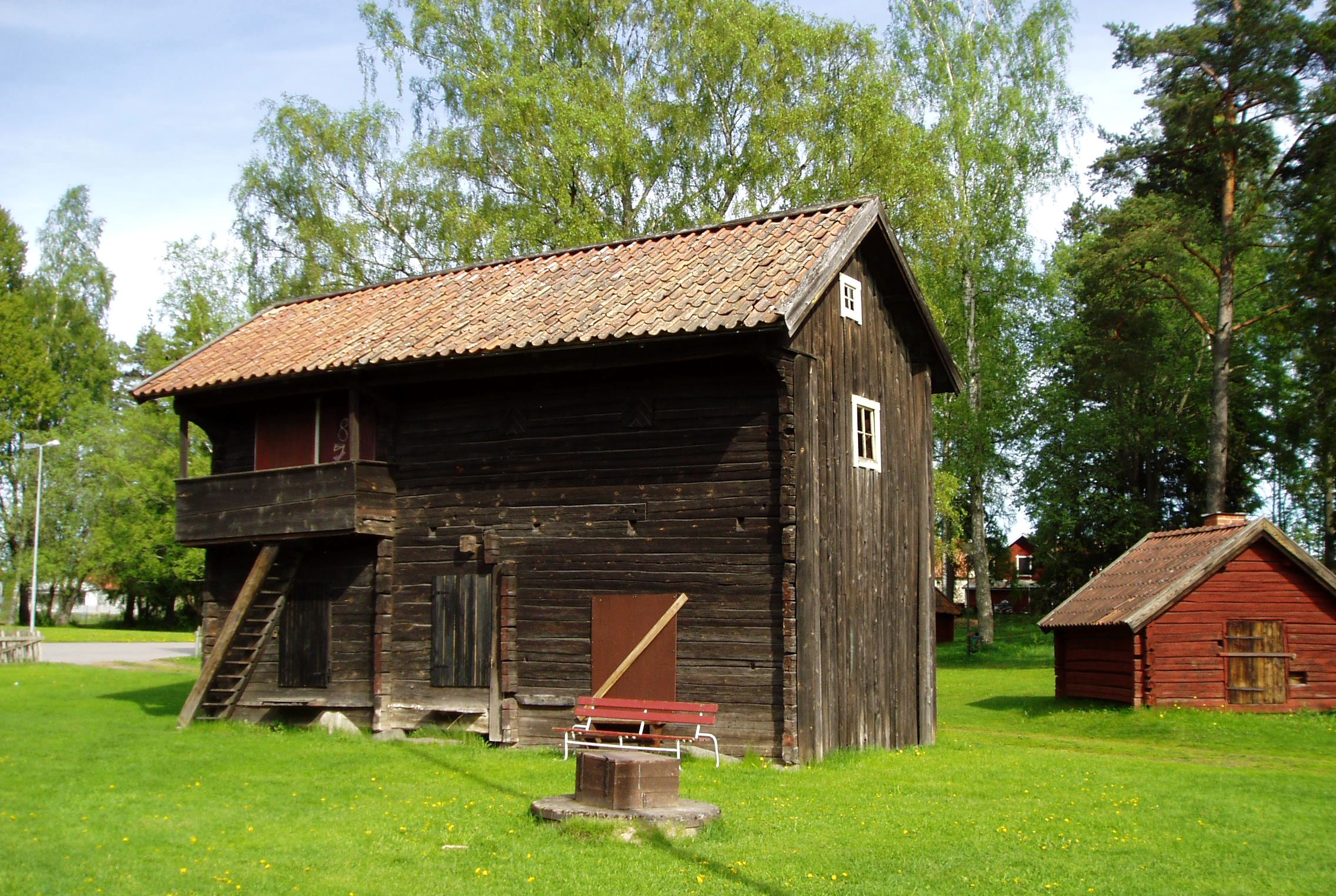
Gammelgården
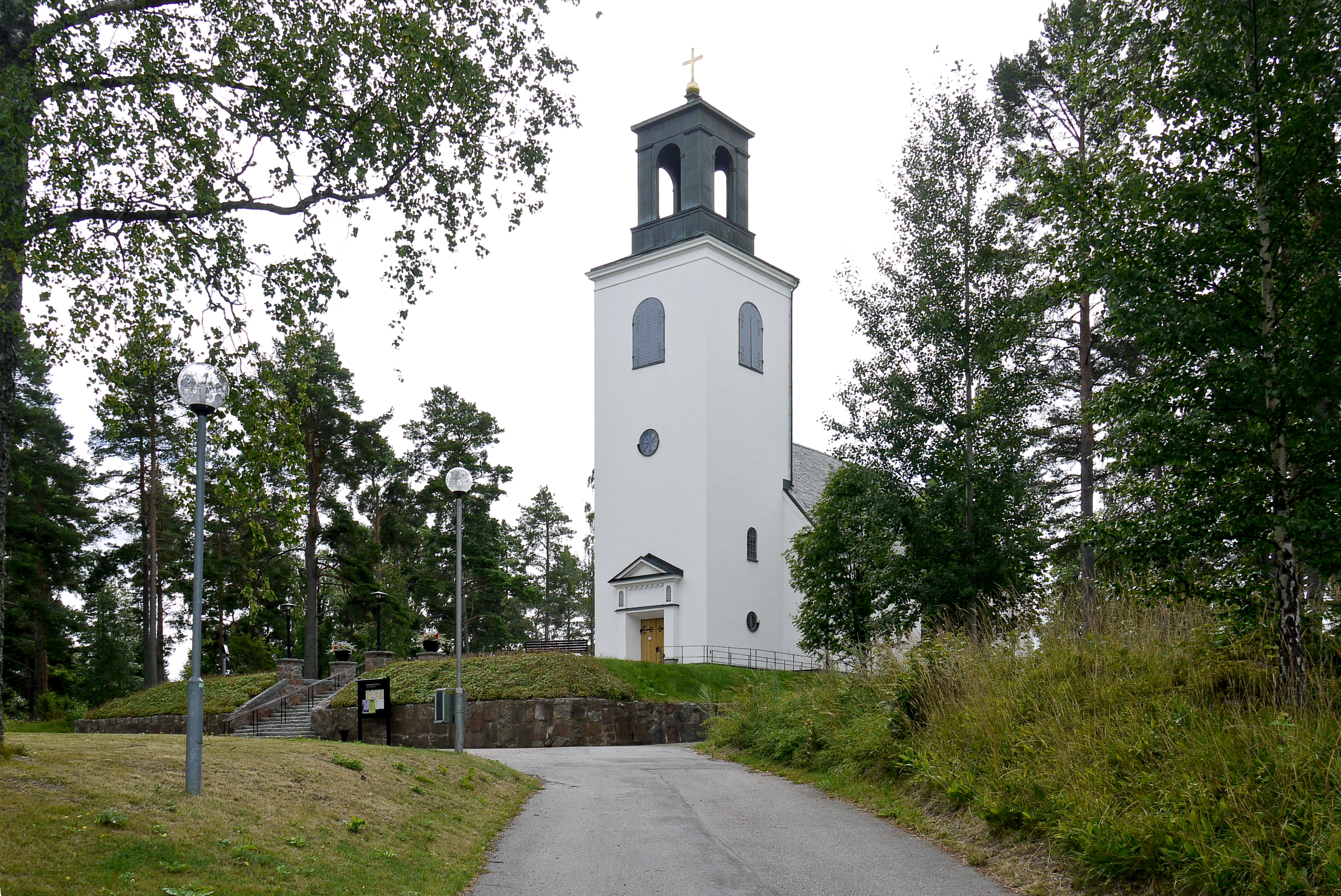
Nathanaelskyrkan
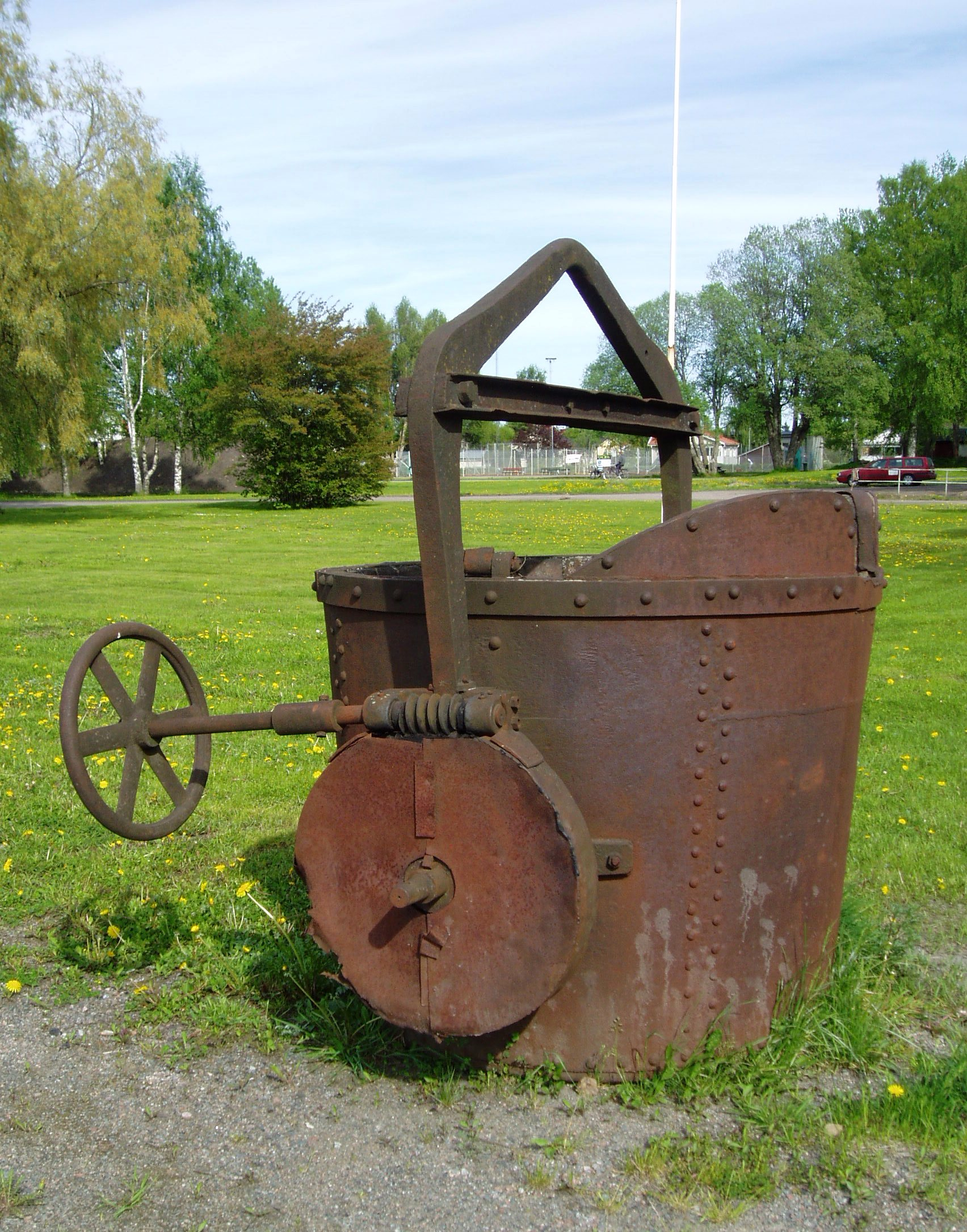
Vid Tierps järnbruk